# نیروگاه خورشیدی ایوانپا
نیروگاه خورشیدی ایوانپا یک نیروگاه متمرکزکننده توان خورشید در بیابان موهاوی است. این نیروگاه در بستر کوهستان کلارک در کالیفرنیا، در امتداد مرز ایالتی در پریم، نوادا واقع شده است. این تأسیسات دارای ظرفیت ناخالص ۳۹۲ مگاوات است. نیروگاه ایوانپا از ۱۷۳٬۵۰۰ خورپا استفاده می‌کند که هر کدام دارای دو آینه هستند که انرژی خورشیدی را بر روی دیگهای بخار بر روی سه برج کانون خورشیدی متمرکز می‌کنند. اولین واحد از این تأسیسات در سپتامبر ۲۰۱۳ برای آزمایش‌های اولیه و همگام سازی به شبکه برق متصل شد. این تأسیسات رسماً در تاریخ ۱۳ فوریه ۲۰۱۴ افتتاح شد. در سال ۲۰۱۴، این تأسیسات بزرگ‌ترین نیروگاه خورشیدی حرارتی بود.